# Kedah
| \| \| \| \| Flagge \| Wappen \| |                                |
| Karte                           |                                |
| Abkürzung                       | KDH                            |
| Hauptstadt                      | Alor Setar                     |
| Sultan                          | Sallehuddin                    |
| Premierminister                 | Mohammad Sanusi Md Nor, PN-PAS |
| Fläche                          | 9.425 km² (2011)               |
| Bevölkerung                     | 2.131.427 Einwohner (2020)     |
| Bevölkerungsdichte              | 226 Einwohner pro km²          |
| Sprachen                        | Malaiisch                      |
| Kfz-Kennzeichen                 | K                              |
|                                 |                                |
| Flagge                          | Wappen                         |

Kedah (Jawi قدح, früher Keda oder Queda, Aussprache: [kʰəˈdɑh]) ist ein Bundesstaat und Sultanat im Nordwesten Malaysias. Die Einwohnerzahl beträgt 2.131.427 (Stand: 2020).

## Name des Bundesstaates
Im Mittelalter erhielt der Staat von den Tamilen den Namen கடாரம் kadāram. Unter siamesischem Einfluss hatte er den thailändischen Namen ไทรบุรี Sai Buri.

## Lage
Kedah liegt an der Westküste der malaiischen Halbinsel an der Straße von Malakka, die sich hier zur Andamanensee öffnet. Im Nordwesten grenzt Kedah an den malaysischen Bundesstaat Perlis, im Norden und Osten an Thailand (Provinzen Satun, Songkhla und Yala), im Südosten an den Bundesstaat Perak und im Südwesten an Penang. Zu Kedah gehört auch die vorgelagerte Inselgruppe Langkawi.

## Geschichte

### Frühgeschichte
Schon vor Christi Geburt wurde hier Eisen gegossen. Das bedeutendste antike Ausgrabungsgebiet in Kedah ist das Bujang-Tal, dessen Ruinen zum Teil auf das 2. Jahrhundert n. Chr. datiert werden. In chinesischen Quellen wird im 5. bis 8. Jahrhundert ein Handelszentrum namens Jiecha erwähnt, das im südlichen Kedah lokalisiert wird. Im Frühmittelalter stand das Gebiet unter dem Einfluss der hinduistischen südindischen Pallavadynastie, im 7. Jahrhundert wurde es Teil des buddhistischen Netzwerks Srivijaya, das sich über Sumatra, die Malaiische Halbinsel und Westjava erstreckte. In tamilischen Chroniken wird berichtet, dass Kadaram (Kedah) 1025 von dem Chola-Herrscher Rajendra I. und 1068 erneut von Virarajendra Chola erobert wurde.

### Islamisierung und siamesischer Einfluss

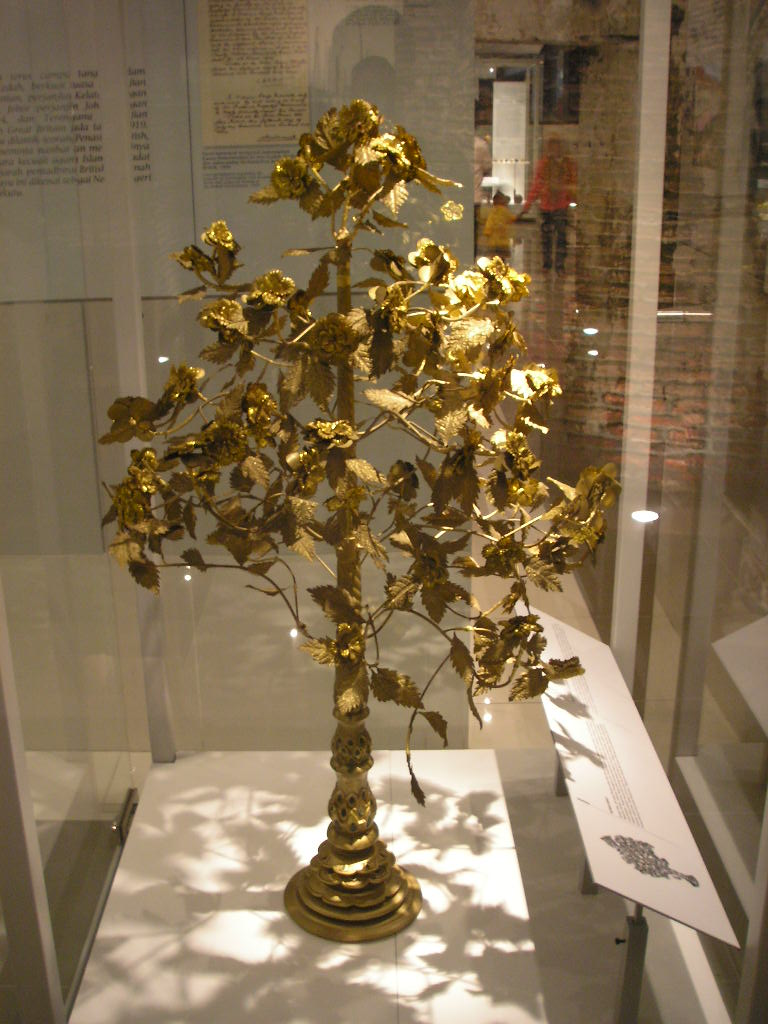
Bunga mas

Die früheste Anwesenheit arabischer Muslime in Kedah ist durch Grabsteine aus dem 10. Jahrhundert dokumentiert. Der – in weiten Teilen legendenhaften – Chronik Hikayat Merong Mahawangsa zufolge nahm der Maharadscha Derbar Raja von Kedah 1136 den Islam an und nannte sich anschließend Sultan Muzaffar Syah. Reiche archäologische Zeugnisse aus dem 12. und 13. Jahrhundert zeigen, dass Jiecha im südlichen Kedah in dieser Zeit erneut ein bedeutendes Handelszentrum war. Das malaiische Fürstentum Kedah war lange Zeit Siam tributpflichtig. Als Zeichen der Unterwerfung musste das Sultanat regelmäßig Bäumchen aus Gold und Silber (bunga mas) und andere Geschenke an den siamesischen Hof in Ayutthaya bzw. später Rattanakosin (Bangkok) senden.

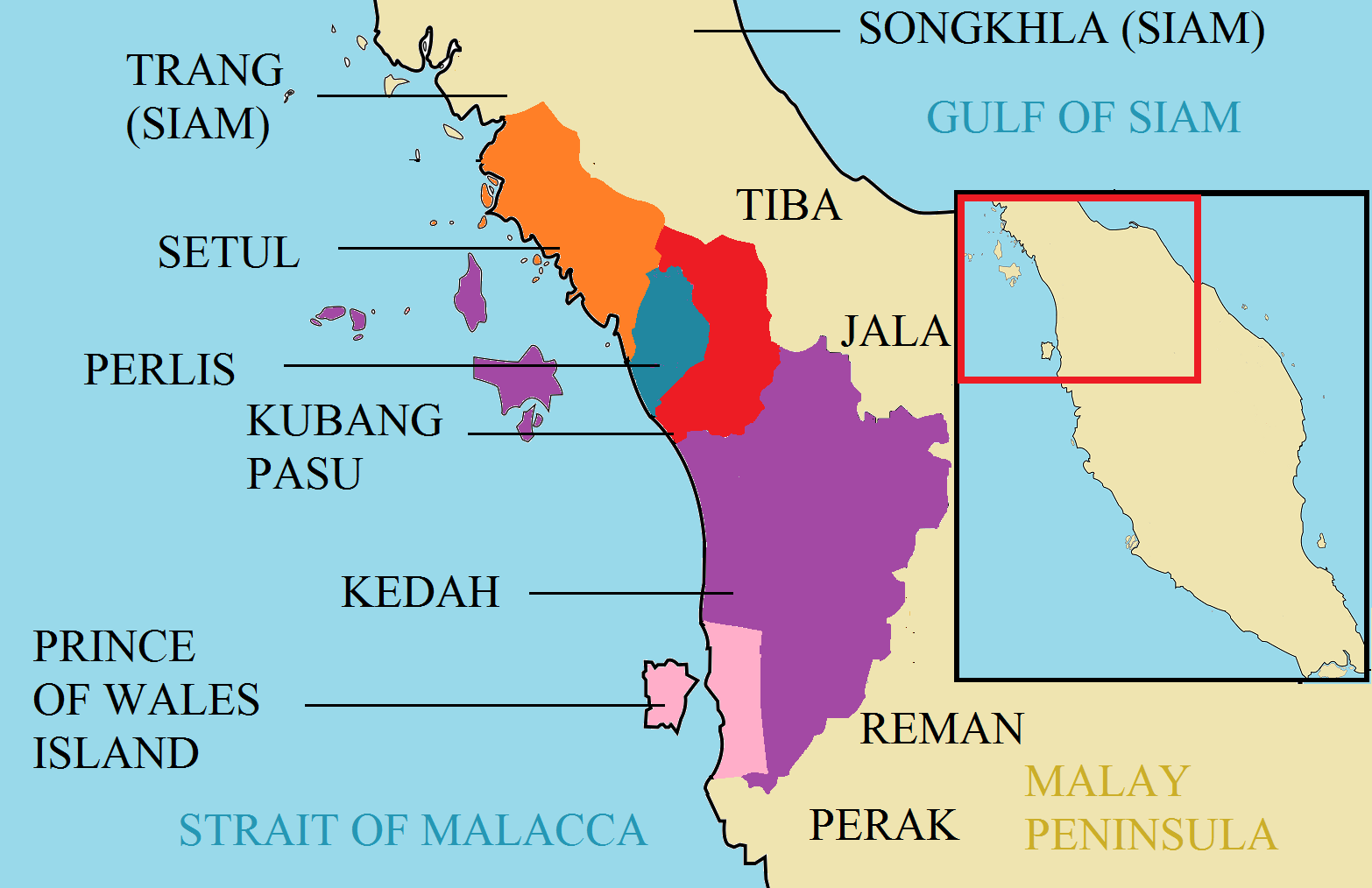
Teilungen des Sultanats Kedah im 19. Jahrhundert

Sultan Muhammad Jiwa Zainal Adilin II. gründete 1735 die heutige Hauptstadt Alor Setar. Sein Sohn Abdullah Mukarram Shah trat 1786 die Insel Penang an die Britische Ostindien-Kompanie ab, in der Hoffnung auf britische Protektion gegen Siam. Abdullahs Bruder und Nachfolger Dziaddin II. sah sich 1800 gezwungen, auch das Penang gegenüberliegende Gebiet Seberang Perai (Province Wellesby) auf dem Festland an Großbritannien abzutreten, dessen Territorium im Lauf des 19. Jahrhunderts mehrmals auf Kosten Kedahs vergrößert wurde. Der Sultan von Kedah erhielt hierfür jedoch eine Entschädigung von jährlich 6000, später 10.000 spanischen Pesos. Nach einem Thronfolgestreit teilte Siam als Oberherrscher das Sultanat Kedah 1808 in zwei Teile: So entstand im Norden das Königreich Setul, aus dem die heutige thailändische Provinz Satun hervorging.
Sultan Ahmad Tajuddin Halim Shah II. versuchte 1820 die siamesische Oberherrschaft abzuschütteln. Daraufhin marschierten am 12. November 1821 Truppen des siamesischen Gouverneurs von Nakhon Si Thammarat (Ligor) in Kedah ein und nahmen sechs Tage später das Fort Kedah ein. Der Sultan floh in die britische Kolonie Penang und Kedah wurde während der folgenden 21 Jahre unter direkte siamesische Herrschaft gestellt. Erst 1842 erlaubte Siam dem Sultan die Rückkehr auf seinen Thron, trennte allerdings einen Teil seines Reiches ab und schuf so das Königreich Perlis. Mit der siamesischen Verwaltungsreform wurden Kedah, Perlis und Setul 1897 dem Monthon Sai Buri unterstellt.

### Britisches Protektorat und Zweiter Weltkrieg
Infolge des Anglo-Siamesischen Vertrags von 1909 wurden Kedah und Perlis britische Protektorate und Teile der Unfederated Malay States, während Setul (Satun) bei Siam verblieb. Während des Zweiten Weltkriegs wurde Kedah im Dezember 1941 von Japan eingenommen. Die Japaner übergaben das Gebiet im Oktober 1943 an ihren Verbündeten Thailand, das hier die Provinz Sai Buri errichtete. Nach Kriegsende gab Thailand das Gebiet am 2. September 1945 zurück an Großbritannien, um Reparationensforderungen der Siegermacht zu vermeiden. Das wiedererrichtete Sultanat Kedah ging am 1. April 1946 in der Malaiischen Union und zwei Jahre später in der Föderation Malaya auf.

### Gliedstaat Malaysias
Seit 1957 ist Kedah ein Gliedstaat des unabhängigen Malaysia. Tunku Abdul Rahman, der erste Premierminister und „Vater der malaysischen Unabhängigkeit“, stammte aus der Sultansfamilie von Kedah. Zwischen 1948 und 2008 wurden alle Staatsregierungen Kedahs von der malaiisch-nationalistischen United Malays National Organisation (UMNO) geführt, die auch auf Bundesebene eine dominante Stellung hatte und mit ihren Verbündeten die Allianz-Partei bzw. ab 1973 die Barisan Nasional („Nationale Front“) bildete. Abdul Halim Mu’adzam Shah war von 1958 bis zu seinem Tod 2017 Sultan von Kedah. Er hatte zudem von 1970 bis 1975 und von 2011 bis 2016 das Amt des Yang di-Pertuan Agong (Wahlkönigs) von ganz Malaysia inne, das zwischen den Sultanen der Gliedstaaten rotiert.
Bei der Parlamentswahl im März 2008 erhielt die islamistische Parti Islam Se-Malaysia (PAS) die meisten Stimmen. Sie begann daraufhin sofort mit der Umsetzung strikter islamischer Regeln, wie beispielsweise Verbot von Lippenstift und Stöckelschuhen für Frauen im Staatsdienst. Im August 2008 wurden Reggae- und Popkonzerte verboten, da die Staatsregierung einen negativen Einfluss auf die Jugend befürchtet. Ebenso wurden die populären Dangdut-Aufführungen untersagt. Bei der Parlamentswahl 2013 erlitt die PAS schwere Verluste, stattdessen gewann wieder die Barisan Nasional unter Führung der UMNO die Wahl. Mukhriz Mahathir, ein Sohn des ehemaligen malaysischen Premierministers Mahathir bin Mohamad, wurde Premierminister von Kedah. Wie sein Vater wechselte Mukhriz 2016 zur Parti Pribumi Bersatu Malaysia (PPBM) und verlor dadurch das Amt des Regierungschef.
Die PPBM war Bestandteil des Bündnisses Pakatan Harapan („Allianz der Hoffnung“; zusammen mit der liberalen PKR und anderen), die die Parlamentswahl 2018 gewann. Mukhriz Mahathir wurde erneut Premierminister von Kedah, während sein Vater das entsprechende Amt auf Bundesebene übernahm. Die PPBM schied 2020 aus der Pakatan Harapan aus. Dadurch verschoben sich auch die Mehrheitsverhältnisse in der Gesetzgebenden Versammlung von Kedah und Muhammad Sanusi Md Nor von der islamistischen PAS wurde im Mai 2020 neuer Premierminister des Staates. Während seiner Amtszeit ließen die Behörden zwei hinduistische Tempel in Alor Setar und Kulim zerstören. Zudem verbot Sanusi 2021 mit Verweis auf die COVID-19-Pandemie Feiern zum hinduistischen Thaipusam-Fest, da dieses in Kedah kein gesetzlicher Feiertag ist.

## Bevölkerung und Religionen
Nach Angaben des malaysischen Statistikamts bestand die Bevölkerung von Kedah im Jahr 2015 zu 76 Prozent aus „Bumiputra“ (vor allem Malaien), zu 12,7 Prozent aus ethnischen Chinesen und zu 6,9 Prozent aus ethnischen Indern; 0,9  Prozent waren Malaysier anderer Volksgruppen und 3,4 Prozent ausländische Staatsangehörige.
Bei der Volkszählung 2010 bekannten sich 77,2 Prozent zum Islam, 14,2 Prozent zum Buddhismus, 6,7 Prozent zum Hinduismus und 0,8 Prozent zum Christentum.

## Verwaltungsgliederung
Verwaltungstechnisch ist Kedah in zwölf Distrikte unterteilt. Die Hauptstadt Alor Setar liegt im Distrikt Kota Setar.
| Distrikt      | Fläche (2011) | Einwohner (2010) | Einwohner (2020) |
| ------------- | ------------- | ---------------- | ---------------- |
| Baling        | 1.528 km²     | 135.646          | 142.643          |
| Bandar Baharu | 269 km²       | 42.341           | 44.412           |
| Kota Setar    | 422 km²       | 366.787          | 374.051          |
| Kuala Muda    | 922 km²       | 456.605          | 544.984          |
| Kubang Pasu   | 948 km²       | 220.740          | 237.759          |
| Kulim         | 767 km²       | 287.694          | 337.699          |
| Langkawi      | 466 km²       | 94.777           | 94.138           |
| Padang Terap  | 1.357 km²     | 62.896           | 65.698           |
| Pendang       | 627 km²       | 94.962           | 98.922           |
| Pokok Sena    | 244 km²       | 49.506           | 49.812           |
| Sik           | 1.634 km²     | 67.378           | 67.925           |
| Yan           | 241 km²       | 68.319           | 73.384           |
| Gesamt        | 9.425 km²     | 1.947.651        | 2.131.427        |